# KNSB Regiotop
De KNSB Regiotop/Faciliteitengroep was een schaatsploeg van de KNSB.

## Ontstaan
Het Regiotop-model is in 1996 ontstaan naar aanleiding van een onderzoek van de KNSB om iets extra’s te doen voor de gewestelijke rijders. Later kwam er ook een Regiotop Plus-team voor schaatsers die niet zijn gevraagd voor een merkenteam, maar wel serieuze kandidaten zijn voor deelname aan World Cups, EK/WK’s of Olympische Spelen. In het olympische seizoen 2006 bestond er zelfs zowel een team Regiotop als een team Regiotop plus.

## Werkwijze
Een aantal toprijders uit de gewesten krijgen van de KNSB extra faciliteiten aangeboden, waaronder trainingskampen en buitenlandse wedstrijden. Deze rijders staan onder begeleiding van Aart van der Wulp en Jildou Gemser met Frank Teleng als fysiotherapeut. De verantwoordelijkheid voor deze rijders ligt bij de gewestelijke trainers.
Voorbeelden van schaatsers die zich door deze steun omhoog hebben kunnen werken zijn onder meer Paulien van Deutekom, Moniek Kleinsman, Ralf van der Rijst, Jochem Uytdehaage, Carl Verheijen en Marja Vis.

## Schaatsploeg 2009/2010
De schaatsploeg bestond in het seizoen 2009/2010 uit twaalf vrouwen en vier mannen van wie er een aantal na afloop van het seizoen gestopt zijn of een contract kregen aangeboden bij een commerciële ploeg. In het seizoen 2010/2011 werd er door de KNSB geen Regiotop aangekondigd.